# Мансанарес (Колумбия)
Мансанарес (исп. Manzanares) — город и муниципалитет в центральной части Колумбии, на территории департамента Кальдас. Входит в состав Верхне-Восточного субрегиона.

## История
Поселение, из которого позднее вырос город, было основано в 1864 году. Муниципалитет Мансанарес был выделен в отдельную административную единицу 1 июля 1879 года.

## Географическое положение
Город расположен в юго-восточной части департамента, в пределах горной местности Центральной Кордильеры, на расстоянии приблизительно 40 километров к северо-востоку от города Манисалес, административного центра департамента. Абсолютная высота — 1867 метров над уровнем моря.
Муниципалитет Мансанарес граничит на западе с территорией муниципалитета Маруланда, на севере — с муниципалитетом Пенсильвания, на северо-востоке — с муниципалитетом Маркеталия, на юге и востоке — с территорией департамента Толима. Площадь муниципалитета составляет 209,7 км².

## Население
По данным Национального административного департамента статистики Колумбии, совокупная численность населения города и муниципалитета в 2024 году составляла 18 789 человек.
Динамика численности населения муниципалитета по годам:
| 2005   | 2010   | 2015   | 2020   | 2021   | 2022   | 2023   | 2024   |
| ------ | ------ | ------ | ------ | ------ | ------ | ------ | ------ |
| 25 104 | 24 167 | 23 274 | 18 345 | 18 461 | 18 544 | 18 655 | 18 789 |

## Экономика
Большинство трудоспособного населения занято в выращивании кофе, сахарного тростника, авокадо и бананов, а также в животноводстве.